# Bennett Spires
Le Bennett Spires (in lingua inglese: Guglie di Bennett) sono due aguzzi picchi rocciosi che sovrastano la testa della Jones Valley, nel Neptune Range dei Monti Pensacola in Antartide. 
Le guglie sono state mappate dallo United States Geological Survey (USGS) sulla base di rilevazioni e foto aeree scattate dalla U.S. Navy nel periodo 1956-66.
La denominazione è stata assegnata dall'Advisory Committee on Antarctic Names (US-ACAN) in onore del sergente Robert E. Bennett, della United States Air Force, operatore radio dell'Electronic Test Unit nei Monti Pensacola durante l'estate del 1957-58.